# Alan Sillitoe
Alan Sillitoe (Nottingham, 4 de març de 1928 – Londres, 25 d'abril de 2010) va ser un escriptor anglès membre dels anomenats «Angry Young Men» (Joves irats), corrent literari de la dècada de 1950. A Sillitoe li disgustava l'etiqueta, com a la majoria dels escriptors als quals s'aplicava.

## Biografia
Sillitoe va néixer a Nottingham en el si d'una família treballadora. Com Arthur Seaton, l'antiheroi de la seva primera novel·la Saturday Night and Sunday Morning, el seu pare, que era blanquer d'ofici, treballava a la Raleigh Bicycle Company.
Als 14 anys Sillitoe va deixar l'escola i també va treballar a Raleigh durant quatre anys; en aquella època la lectura omplia el seu temps lliure. Amb 18 anys va allistar-se a la Royal Air Force i va ser destinat a Malàisia com a operador de ràdio. Quan va tornar a Anglaterra, se li va diagnosticar tuberculosi i va haver de passar 16 mesos en un hospital de les forces aèries britàniques.
Llicenciat forçós als 21 anys (1949) amb una pensió de 45 xílings a la setmana, va viure set anys a França i a Espanya per tal de recuperar-se. El 1955, mentre residia a Mallorca amb la seva companya, la poeta nord-americana Ruth Fainlight, i feia amistat amb Robert Graves, Sillitoe va iniciar el redactat de Saturday Night and Sunday Morning, que es va publicar el 1958.
Influït en part per la prosa sense artificis d'Ernest Miller Hemingway, el llibre narra les vicissituds d'un jove obrer de fàbrica que ha d'afrontar l'inevitable final de la despreocupada etapa juvenil. Com a Look back in anger de John Osborne i a Room at the top de John Braine, l'autèntic tema de la novel·la era el desencís de la Gran Bretanya de postguerra i la manca d'oportunitats per a la classe obrera. L'obra va ser adaptada al cinema per Karel Reisz el 1960, amb Albert Finney en el paper d'Arthur Seaton.
El relat de Sillitoe La solitud del corredor de fons, que explica la rebel·lió d'un noi del reformatori amb habilitat per córrer, va guanyar el Premi Hawthornden de 1959. El 1962 també se'n va fer una pel·lícula dirigida per Tony Richardson i interpretada per Tom Courtenay.
El 19 de novembre de 1959 va casar-se amb Ruth Fainlight, amb qui va tenir dos fills, David i Susan, i es va establir a Londres.
El 1990, Sillitoe va rebre una llicenciatura honorària de la Nottingham Trent University i el 1994 un doctorat de literatura també honorari. El 2006 el Lakeside Arts Theatre d'aquesta universitat va estrenar una producció pròpia de l'obra més coneguda de Sillitoe.
Sillitoe va escriure nombroses novel·les breus, relats, volums de poesia i assaigs. L'autobiografia Life without armour va ser elogiada per la crítica i ens ofereix una visió de la seva difícil infantesa. En el camp de la traducció, Sillitoe va traduir obres sobre Chopin i la seva estada a Mallorca i va fer una adaptació a l'anglès de Fuenteovejuna de Lope de Vega en col·laboració amb la seva esposa Ruth.
El 2007 va publicar Gadfly in Russia, un recompte dels seus viatges per Rússia que abasta 40 anys. El 2008 es va reeditar A Start in Life amb motiu del 80è aniversari de l'escriptor.
El seu desig de readaptar la pel·lícula de Saturday Night and Sunday Morning a un públic contemporani no es va poder acomplir per la negativa de la posseïdora dels drets de la primera adaptació, Natasha Richardson, filla de Tony Richardson i Vanessa Redgrave.
Alan Sillitoe va morir el 25 d'abril de 2010 a l'hospital Charing Cross de Londres als 82 anys, després d'una llarga batalla contra el càncer.

## Obra traduïda al català
- La mort de William Posters (Edicions 62, 1966, trad. Ramon Folch Camarasa)
- Dissabte a la nit i diumenge al matí(Edicions 62, 1969, reed. 1996, trad. Antoni Pigrau). L'obra va ser censurada dues vegades abans no es va permetre la seva publicació.[3]
- La solitud del corredor de fons (Editorial Empúries, 1996, trad. Avel·lí Artís-Gener)

## Adaptacions al cinema
- The Ragman's Daughter (1972) (basada en l'obra del mateix títol)
- Counterpoint (1967) (basada en The General)
- The Loneliness of the Long Distance Runner (1962) (guió basat en l'obra del mateix títol)
- Saturday Night and Sunday Morning (1960) (guió basat en l'obra del mateix títol)